# 9096 Tamotsu
9096 Tamotsu (1995 XE1) là một tiểu hành tinh vành đai chính được phát hiện ngày 15 tháng 12 năm 1995 bởi T. Kobayashi ở Oizumi.